# Тибей
Тибей (англ. Tebay) — деревня в церемониальном графстве Камбрия на северо-западе Англии. В деревне проживает менее 1000 жителей.
1. ↑  Parish Profiles — Office for National Statistics.